# Anna Schimon-Regan
Anna Schimon-Regan, de soltera Regan (Aich, prop de Karlsbad, Bohèmia, 18 de setembre, 1841 - Múnic, Baviera, 18 d'abril, 1902), va ser una cantant (soprano/mezzosoprano) i professora de cant alemanya d'origen bohemi.

## Biografia
Anna Schimon-Regan va rebre la seva formació de cant de Maschinka Schneider a Dresden i Caroline Unger-Sabatier. Va acompanyar Caroline Unger-Sabatier a Florència, on va romandre fins al 1864. Va debutar com a cantant a Siena i va actuar a altres ciutats d'Itàlia. De 1864 a 1867 va ser contractada com a soubrette al "Hoftheater" de Hannover. Després va treballar com a cantant de concert, principalment amb canç lieders de Franz Schubert.
L'agost de 1867 va acceptar un compromís com a cantant de cambra a la cort de la Gran Duquessa Elena Pavlovna de Rússia a Sant Petersburg. Allà va cantar el 28 de novembre de 1867 en el quart concert de la "Russian Concert Society" dirigit per Hector Berlioz una ària de Les noces de Fígaro i Abendscene, un romanç per a mezzosoprano i orquestra de Berlioz. Va participar en altres dos concerts de Berlioz a Sant Petersburg. El 1871 va cantar en un concert a la cort al castell de Windsor amb motiu del matrimoni de la princesa anglesa Louise amb John Campbell, 9è duc d'Argyll. A Londres va continuar la seva formació amb Pauline Viardot i Julius Stockhausen.
El 1872 es va casar amb el pianista, compositor i professor de cant Adolf Schimon (1820-1887) a Florència, que va ensenyar a Leipzig des del 1874. A Leipzig, Anna Schimon-Regan va actuar amb l'Orquestra Gewandhaus i va realitzar diverses gires de concerts entre 1874 i 1877. A finals de la dècada de 1870 es va traslladar a Múnic, on va i va dirigir un quartet vocal femení (2a soprano: Minna Bingenheimer, 1r alt: Anna Lankow, 2n alt: Luise Pfeiffer van Beck). Va ensenyar al Conservatori de Leipzig del 1886 al 1891. El 1892 va anar a Múnic i va ensenyar a l'Acadèmia de Música fins al 1900.
Un dels seus alumnes va ser el tenor Ernst Kraus (1863–1941).